# Parker Pass
Parker Pass är ett bergspass i Antarktis. Det ligger i Västantarktis. Inget land gör anspråk på området. Parker Pass ligger 799 meter över havet.
Terrängen runt Parker Pass är platt söderut, men norrut är den kuperad. Trakten är obefolkad. Det finns inga samhällen i närheten.